# Lordomyrma infundibuli
Lordomyrma infundibuli is een mierensoort uit de onderfamilie van de Myrmicinae. De wetenschappelijke naam van de soort is voor het eerst geldig gepubliceerd in 1940 door Donisthorpe.